# Giovanni Russo
Giovanni Russo (Savona, 20 marzo 1932 – Savona, 2 luglio 2016) è stato un politico e avvocato italiano.

## Biografia
Laureato in giurisprudenza, avvocato. Viene eletto al Senato nel 1994 con i Cristiano Sociali nell'Alleanza dei Progressisti, venendo confermato anche alle elezioni del 1996 con L'Ulivo. Dal 1997 al 1998 ha fatto parte della Commissione parlamentare per le riforme costituzionali; nel 1998 confluì nei DS. Concluse il proprio mandato parlamentare nel 2001. Ricoprì anche la carica di vicesindaco di Savona. Morì il 2 luglio 2016 all'età di 84 anni.
Era fratello di Carlo Russo, esponente della Democrazia Cristiana e più volte Ministro. Sposato, ebbe quattro figli: Giancarlo, Paolo, Alberto e Marco, che nel 2021 diventerà sindaco di Savona.